# Jeanne-Odette
Jeanne-Odette Évard-Vaucher, dite Jeanne-Odette, née le 12 octobre 1930 à Bienne est une artiste textile neuchâteloise. 
Durant près de soixante ans de carrière, Jeanne-Odette se consacre à la conception et au tissage de nombreuses tapisseries. Ces dernières, souvent monumentales, décorent plusieurs lieux publics dans le canton de Neuchâtel et en Suisse romande. 

## Biographie
Jeanne-Odette Vaucher voit le jour le 12 octobre 1930 à Bienne. Elle suit un apprentissage de commerce dans une entreprise horlogère. Parallèlement, elle suit des cours d'histoire de l'art, de céramique et de modelage au mouvement culturel romand et apprend, en autodidacte, l'art du tissage.
En 1953, Jeanne-Odette passe l'été à la Festi, une colonie d'artistes au bord du lac de Bienne, organisée par la pionnière suisse de l'art textile Elsi Giauque, elle-même élève de Sophie Taeuber-Arp. À la suite de cette rencontre, Jeanne-Odette se consacre définitivement à la tapisserie. 
En 1954, Jeanne-Odette épouse le peintre neuchâtelois Jean-Caude Évard, dit Claudévard. Après un voyage à Paris, tous deux s'installent tout d'abord à la Brévine puis au Cerneux-Péquignot|en 1959, dans une ancienne maison villageoise qui devient à la fois leur lieu de vie et leur atelier. Ils ont eu 3 enfants, Véronique née en 1957, Garance née en 1960 et Guy né en 1964.
Le couple forme alors un duo d'artistes particulièrement florissant. Ensemble ils réalisent une vingtaine de tapisseries monumentales qui seront exposées dans plusieurs lieux publics du canton tels que l'Université de Neuchâtel, le Temple du bas, la Haute École d'Ingénierie du Locle. En 1976, le couple est sélectionné pour participer à l'exposition internationale Tapisserie Suisse – artistes d'aujourd'hui qui voyagera dans plus de dix-sept pays européens.
Parallèlement au travail collectif, Jeanne-Odette ne cesse de poursuivre ses explorations personnelles dans le domaine des arts textiles tout en explorant continuellement de nouveaux matériaux.

## Œuvre

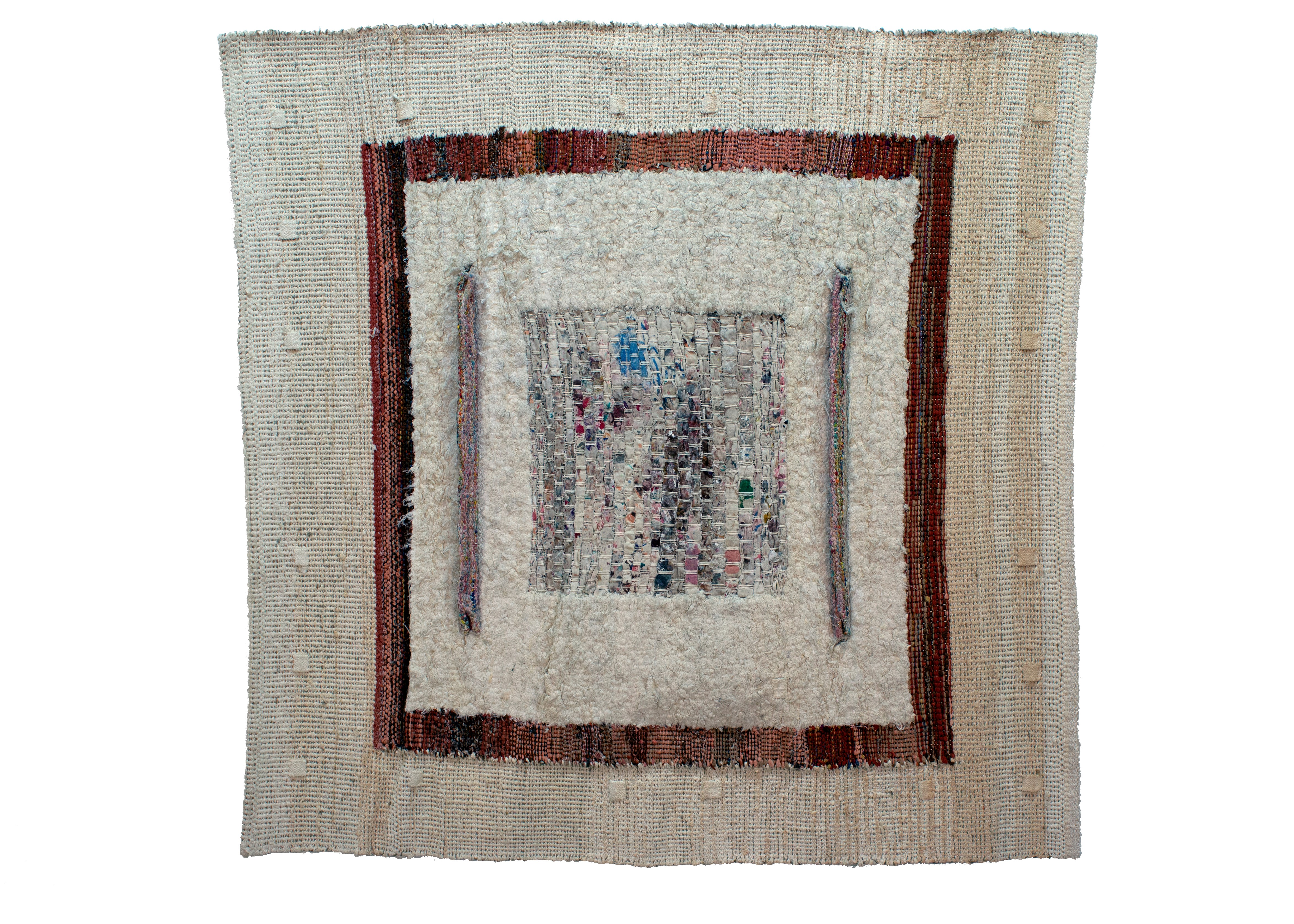
Jeanne-Odette, Vie d'artiste, 1987

Dès ses premières expériences artistiques Jeanne-Odette montre un intérêt particulier pour la matérialité que lui offre le travail du tissu. Cherchant à donner davantage de transparence à ses tapisseries, Jeanne-Odette développe dans les années 1970 sa propre technique de tissage : les interférences. Les fils de chaîne, qui constituent la matrice de l'œuvre, sont tirés sur plusieurs plans entre lesquels des fils de trame interfèrent ce qui confère à son travail une légèreté nouvelle. 
L'artiste se détache également de la tapisserie dites murale et conçoit des structures textiles en trois dimensions à l'image des œuvres Pour jouer Shakespeare en 1972 ou Nous irons jusqu'au soleil, exposée en 2006 au Musée des beaux-arts du Locle. Depuis les années 2000, Jeanne-Odette diversifie son travail textile et présente une série d'œuvres brodées.
En 1984, l'artiste suit un cours de fabrication de papier donné par l'américain Barbara Layne. Cette formation l'amène à explorer d'autres matériaux. L'artiste développe alors une série de dessins et de gouaches associant papier et textile. Depuis les années 2000, elle poursuit sa réflexion en intégrant à ses œuvres des éléments de récupération (plastique, grille de poule, carton). 

## Expositions sélectives
- 2020 : Jeanne-Odette. Point de repère, Musée des beaux-arts la Chaux-de-Fonds
- 2014-2018	Participation aux biennales de l'art contemporain organisées par le Musée des beaux-arts de La Chaux-de-Fonds
- 2014 : Claudévard et Jeanne-Odette, Galerie d'art du Grand-Cachot-de-Vent, La Chaux-du-Milieu
- 2006 : Claudévard et Jeanne-Odette, Musée des beaux-arts du Locle
- 2004 : Claudévard et Jeanne-Odette, Galerie du Soleil, Saignelégier
- 1987 : Exposition d'une installation monumentale lors de l'exposition de l'Abbatiale de Bellelay
- 1977  : Tapisserie suisses, artistes d'aujourd'hui, exposition internationale organisée par le groupe de cartonniers-lissiers romands (GCLR). Itinéraire : Allemagne, Autriche, Belgique, Espagne, France, Hongrie, Grande Bretagne, Italie, Pays-Bas, Pologne, Roumanie, Suisse, Tchécoslovaquie, Yougoslavie

## Filmographie
- Alain Tanner, La vie comme ça, 1970, 59 min.
- Films plan fixe, Jeanne-Odette Évard – plasticienne, 2010, 56 min.
- Dominique Othenin Girard, De fil en aiguille, 2020, 10 min.

## Émissions de radio
- Florence Grivel, Jeanne-Odette, une artiste qui ne fait pas tapisserie, RTS radio, Vertigo, 27 octobre 2020